# قتلی به غایت اشتباه
«قتلی به غایت اشتباه» (انگلیسی: Murder Most Foul) اولین ترانه باب دیلن بعد از انتشار آخرین ترانه وی در سال ۲۰۱۲ است. ترانه بر ترور جان اف کندی در دهه ۶۰ میلادی تمرکز دارد و نگاهی است به شرایط آمریکا و حال و هوای موسیقی با کنایه بر فرهنگ پاپ.
سازهای مورد استفاده در این قطعه پیانو، ویولن، و پرکاشن است. زمان این ترانه ۱۶ دقیقه و ۵۷ ثانیه است که کمی بلندتر از ترانه 'سرزمین‌های بلند' (۱۶ دقیقه و ۳۱ ثانیه) است. ترانه قتلی به غایت اشتباه به‌صورت مجانی در ۲۷ مارس ۲۰۲۰ در کانال یوتیوب باب دیلان منتشر شد. دیلن این ترانه را به هوادارانش اهدا کرده و گفت:
«... این ترانه‌ای است که مدتی پیش ضبط شده اما منتشر نشده بود…»
در اوایل ترانه آمده: "مغز شاه را متلاشی کردند… هزاران نفر در خانه تماشا کردند." حدود دقیقه نه این ترانه او می‌خواند: "روزی که او را کشتند، کسی به من گفت، 'پسر، زمانه آنارشیست تازه آغاز شد.'" "گفتم، 'روح این جامعه تکه پاره شد، از اینجا به بعد آرام آرام تباه می‌شود' و سی و شش ساعت از روز داوری گذشته‌است."
اواخر ترانه مجموعه‌ای از موسیقی مورد علاقه باب دیلن با ارجاع به استیوی نیک، نت کینگ کول، ایگلز، کول پورتر و سوناتای مهتاب بتهوون و استن گتز و چارلی پارکر است.